# 大分市立西の台小学校
大分市立西の台小学校（おおいたしりつ にしのだいしょうがっこう）は、大分県大分市にある公立小学校である。 

## 概要
大分市西部の住宅地に位置する学校である。PTAの父親部会である「ととろクラブ」の活動が盛んである。 

## 沿革
- 1990年（平成2年） 
  - 3月28日 - 大分市議会第1回定例議会で大分市立西の台小学校設置条例が議決される。
  - 7月7日 - 校章決定。
- 1991年（平成3年） 
  - 4月1日 - 大分市立大道小学校、大分市立春日町小学校より分離し開校。
  - 4月6日 -  学校施設及び校旗受領式挙行。
  - 4月8日 - 開校式（対面式）と最初の始業式挙行。
  - 4月11日 - 第1回入学式挙行。最初の新入生は187名。
  - 4月20日 - PTA結成。
  - 6月15日 - プール開き。
  - 9月1日 - 校歌制定発表。
  - 10月6日 - 開校記念第1回大運動会開催。
  - 11月16日 - 第1回開校記念日。
- 1992年（平成4年）
  - 3月23日 - 第1回卒業証書授与式挙行。
  - 9月12日 - 学校週5日制月1回実施開始。
- 2000年（平成12年）
  - 10月13日 - 開校10周年記念航空写真撮影。
  - 10月22日 - PTA主催による、開校10周年記念バザー開催。
  - 11月4日 - 開校10周年記念式挙行（学習発表会開催）。

## 通学区域
- 青葉台1-4丁目、季の坂1-3丁目、高尾台1-2丁目、高崎1-4丁目、高崎山荘通り、にじが丘1-3丁目、上春日町、椎迫、志手、新春日町の一部等[4]
中学校の通学区域は、大分市立王子中学校の通学区域と大分市立大分西中学校の通学区域に分かれる。